# Parigi-Nizza 1969
La Parigi-Nizza 1969, ventisettesima edizione della corsa, si svolse dal 10 al 16 marzo su un percorso di 1 213 km ripartiti in sette tappe (la prima, la terza, la quinta e la settima suddivise in due semitappe). Fu vinta dal belga Eddy Merckx, al suo primo successo in questa competizione, davanti ai francesi Raymond Poulidor e Jacques Anquetil.

## Tappe
| Tappa  | Data     | Percorso                                | km    | Vincitore di tappa  | Leader cl. generale |
| ------ | -------- | --------------------------------------- | ----- | ------------------- | ------------------- |
| 1ª-1ª  | 10 marzo | Villebon-sur-Yvette (cron. individuale) | 4     | Raymond Poulidor    | Raymond Poulidor    |
| 1ª-2ª  | 10 marzo | Villebon-sur-Yvette > Joigny            | 153   | Leo Duyndam         | Raymond Poulidor    |
| 2ª     | 11 marzo | Joigny > Le Creusot                     | 211   | Eddy Merckx         | Eddy Merckx         |
| 3ª-1ª  | 12 marzo | Paray-le-Monial > Saint-Étienne         | 147   | Eric Leman          | Eddy Merckx         |
| 3ª-2ª  | 12 marzo | Saint-Étienne (cron. individuale)       | 6,5   | Eddy Merckx         | Eddy Merckx         |
| 4ª     | 13 marzo | Saint-Étienne > Bollène                 | 205   | Dino Zandegù        | Eddy Merckx         |
| 5ª-1ª  | 14 marzo | Tavel > Tavel (cron. a squadre)         | 20,5  | Salvarani           | Eddy Merckx         |
| 5ª-2ª  | 14 marzo | Cavaillon > Hyères                      | 207   | Jan Janssen         | Eddy Merckx         |
| 6ª     | 15 marzo | Hyères > Draguignan                     | 137   | Jos van der Vleuten | Eddy Merckx         |
| 7ª-1ª  | 16 marzo | Draguignan > Nizza                      | 105   | Marino Basso        | Eddy Merckx         |
| 7ª-2ª  | 16 marzo | Nizza > Col d'Èze (cron. individuale)   | 9,5   | Eddy Merckx         | Eddy Merckx         |
| Totale | Totale   | Totale                                  | 1 213 |                     |                     |

## Dettagli delle tappe

### 1ª tappa - 1ª semitappa
- 10 marzo: Villebon-sur-Yvette > Villebon-sur-Yvette (cron. individuale) – 4 km

| Pos. | Corridore        | Squadra | Tempo |
| ---- | ---------------- | ------- | ----- |
| 1    | Raymond Poulidor | Mercier | 6'11" |
| 2    | Eddy Merckx      | Faema   | s.t.  |
| 3    | Jacques Anquetil | Bic     | a 6"  |

| Pos. | Corridore        | Squadra | Tempo |
| ---- | ---------------- | ------- | ----- |
| 1    | Raymond Poulidor | Mercier |       |

### 1ª tappa - 2ª semitappa
- 10 marzo: Villebon-sur-Yvette > Joigny – 153 km

| Pos. | Corridore       | Squadra   | Tempo    |
| ---- | --------------- | --------- | -------- |
| 1    | Leo Duyndam     | Caballero | 3h59'26" |
| 2    | Guido Reybrouck | Faema     | a 10"    |
| 3    | Eddy Merckx     | Faema     | s.t.     |

| Pos. | Corridore        | Squadra | Tempo |
| ---- | ---------------- | ------- | ----- |
| 1    | Raymond Poulidor | Mercier |       |

### 2ª tappa
- 11 marzo: Joigny > Le Creusot – 211 km

| Pos. | Corridore        | Squadra | Tempo    |
| ---- | ---------------- | ------- | -------- |
| 1    | Eddy Merckx      | Faema   | 6h16'08" |
| 2    | Raymond Poulidor | Mercier | a 1"     |
| 3    | Jan Janssen      | Bic     | a 2"     |

| Pos. | Corridore   | Squadra | Tempo |
| ---- | ----------- | ------- | ----- |
| 1    | Eddy Merckx | Faema   |       |

### 3ª tappa - 1ª semitappa
- 12 marzo: Paray-le-Monial > Saint-Étienne – 147 km

| Pos. | Corridore      | Squadra  | Tempo    |
| ---- | -------------- | -------- | -------- |
| 1    | Eric Leman     | Flandria | 3h48'31" |
| 2    | Alain Vasseur  | Bic      | s.t.     |
| 3    | Julien Stevens | Faema    | s.t.     |

| Pos. | Corridore   | Squadra | Tempo |
| ---- | ----------- | ------- | ----- |
| 1    | Eddy Merckx | Faema   |       |

### 3ª tappa - 2ª semitappa
- 12 marzo: Saint-Étienne > Saint-Étienne (cron. individuale) – 6 km

| Pos. | Corridore           | Squadra      | Tempo |
| ---- | ------------------- | ------------ | ----- |
| 1    | Eddy Merckx         | Faema        | 8'23" |
| 2    | Herman Van Springel | Mann-Grundig | a 14" |
| 3    | Jacques Anquetil    | Bic          | s.t.  |

| Pos. | Corridore   | Squadra | Tempo |
| ---- | ----------- | ------- | ----- |
| 1    | Eddy Merckx | Faema   |       |

### 4ª tappa
- 13 marzo: Saint-Étienne > Bollène – 205 km

| Pos. | Corridore       | Squadra   | Tempo    |
| ---- | --------------- | --------- | -------- |
| 1    | Dino Zandegù    | Salvarani | 5h30'10" |
| 2    | José Catieau    | Sonolor   | s.t.     |
| 3    | Gilbert Bellone | Bic       | s.t.     |

| Pos. | Corridore   | Squadra | Tempo |
| ---- | ----------- | ------- | ----- |
| 1    | Eddy Merckx | Faema   |       |

### 5ª tappa - 1ª semitappa
- 14 marzo: Tavel > Tavel (cron. a squadre) – 20 km

| Pos. | Squadra               | Tempo    |
| ---- | --------------------- | -------- |
| 1    | Salvarani             | 3h21'40" |
| 2    | Faema-Faemino         | a 21"    |
| 3    | Mercier-BP-Hutchinson | a 37"    |

| Pos. | Corridore   | Squadra | Tempo |
| ---- | ----------- | ------- | ----- |
| 1    | Eddy Merckx | Faema   |       |

### 5ª tappa - 2ª semitappa
- 14 marzo: Cavaillon > Hyères – 207 km

| Pos. | Corridore           | Squadra      | Tempo    |
| ---- | ------------------- | ------------ | -------- |
| 1    | Jan Janssen         | Bic          | 5h38'09" |
| 2    | Herman Van Springel | Mann-Grundig | a 6"     |
| 3    | Raymond Poulidor    | Mercier      | a 14"    |

| Pos. | Corridore   | Squadra | Tempo |
| ---- | ----------- | ------- | ----- |
| 1    | Eddy Merckx | Faema   |       |

### 6ª tappa
- 15 marzo: Hyères > Draguignan – 137 km

| Pos. | Corridore           | Squadra      | Tempo    |
| ---- | ------------------- | ------------ | -------- |
| 1    | Jos van der Vleuten | Willem II    | 3h34'10" |
| 2    | Roger Rosiers       | Mann-Grundig | a 46"    |
| 3    | Evert Dolman        | Willem II    | s.t.     |

| Pos. | Corridore   | Squadra | Tempo |
| ---- | ----------- | ------- | ----- |
| 1    | Eddy Merckx | Faema   |       |

### 7ª tappa - 1ª semitappa
- 16 marzo: Draguignan > Nizza – 105 km

| Pos. | Corridore          | Squadra   | Tempo    |
| ---- | ------------------ | --------- | -------- |
| 1    | Marino Basso       | Molteni   | 2h33'51" |
| 2    | Valère Vansweevelt | Faema     | s.t.     |
| 3    | Dino Zandegù       | Salvarani | s.t.     |

| Pos. | Corridore   | Squadra | Tempo |
| ---- | ----------- | ------- | ----- |
| 1    | Eddy Merckx | Faema   |       |

### 7ª tappa - 2ª semitappa
- 16 marzo: Nizza > Col d'Èze (cron. individuale) – 9 km

| Pos. | Corridore           | Squadra      | Tempo  |
| ---- | ------------------- | ------------ | ------ |
| 1    | Eddy Merckx         | Faema        | 20'40" |
| 2    | Raymond Poulidor    | Mercier      | a 21"  |
| 3    | Herman Van Springel | Mann-Grundig | a 46"  |

| Pos. | Corridore        | Squadra | Tempo     |
| ---- | ---------------- | ------- | --------- |
| 1    | Eddy Merckx      | Faema   | 31h56'57" |
| 2    | Raymond Poulidor | Mercier | a 51"     |
| 3    | Jacques Anquetil | Bic     | a 2'17"   |

## Classifiche finali

### Classifica generale
| Pos. | Corridore           | Squadra               | Tempo     |
| ---- | ------------------- | --------------------- | --------- |
| 1    | Eddy Merckx         | Faema-Faemino         | 31h56'57" |
| 2    | Raymond Poulidor    | Mercier-BP-Hutchinson | a 51"     |
| 3    | Jacques Anquetil    | Bic                   | a 2'17"   |
| 4    | Herman Van Springel | Mann-Grundig          | a 3'40"   |
| 5    | Raymond Delisle     | Peugeot-BP-Michelin   | a 4'27"   |
| 6    | Jan Janssen         | Bic                   | a 4'51"   |
| 7    | Gilbert Bellone     | Bic                   | a 4'57"   |
| 8    | Rolf Wolfshohl      | Bic                   | a 5'04"   |
| 9    | Roger Pingeon       | Peugeot-BP-Michelin   | a 5'56"   |
| 10   | Alain Vasseur       | Bic                   | a 6'17"   |